# 洪贊宇
洪贊宇，號性菴，福建泉州府晉江縣人，明末政治人物。

## 生平
萬曆三十七年（1609年）己酉科福建鄉試第二名舉人，四十四年（1616年）錢士升榜三甲九十三名進士，大理寺觀政，授任溧水知縣。

## 家族
曾祖洪希颜。祖父洪言教，庠生。父洪维岩。
有一子洪淯鼇。